# 砾屑灰岩
砾屑灰岩（英語：calcirudite）是一種石灰岩，主要成分為碳酸鹽質的碎屑組成，其顆粒大於砂粒尺寸（2厘米）的含量超過50%。這些顆粒由珊瑚、貝殼、鮞粒、石灰岩和白雲石的碎片組合組成。等同砾岩結構但顆粒是碳酸鹽。此一詞最初由Grabau於1903年提出，作為碎屑石碳酸鹽分類系統的一部分。砾屑灰岩可以在各種海洋和非海洋環境中堆積，包括沿海海灘、近海沙壩和淺灘、濁積岩等。